# رواية أولى

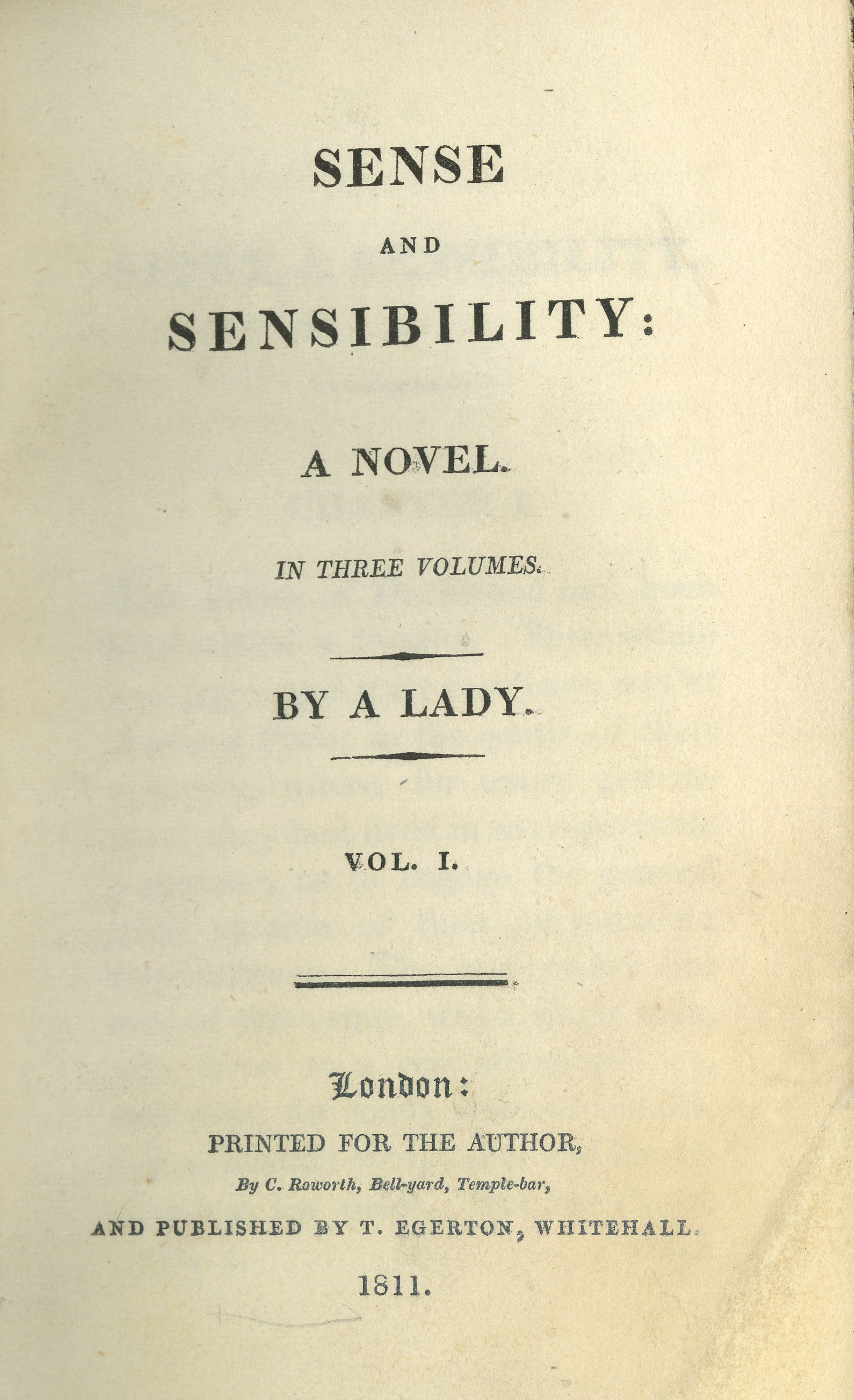
صفحة عنوان لرواية العقل والعاطفة, الرواية الأولى لجاين أوستن التي نشرت عام 1811.

الرواية الأولى هي أول رواية نشرت روائي. و هي غالبا أول فرصة للكتاب لإنشاء تأثير في الطباعة، و بالتالي فنجاح أو فشل الرواية الأولى يمكن أن يؤثر على قدرة الكاتب للنشر في المستقبل. 
أحيانا، الروائيون الجدد ينشرون رواياتهم الأولى بأنفسهم، لأن دور النشر لن تخاطر برأس المال المطلوب لبيع كتب من مجهول على العامة. أغلب الناشرين يشترون حقوق الروايات، خاصة الروايات الأولى، من خلال وكيل أدبي، الذي يرى عمل الزبون قبل إرساله للناشرين. 

## أصل الكلمة
حسب قاموس أكسفورد الإنجليزي، أول استخدام لكلمة "first novel" سنة 1876. أيا يكن، فالمصطلح أقدم، يعود للوراء على الأقل سنة 1800 .